# 河川保全区域
河川保全区域（かせんほぜんくいき）とは、河岸又は河川管理施設つまり堤防や護岸など洪水・高潮等の河川災害を防止するための施設を守るために、河川区域に隣接する土地に一定の制限を設けている区域。
河川法 第四節 河川保全区域（第五十四条、第五十五条）で規定されている。ただし、樹林帯は除かれている。

## 概説
河川に隣接した土地を自由に掘削や切土を行ったり、重量のある工作物の築造などは、河川管理施設の損壊やぜい弱化をもたらして、洪水などの災害を招くおそれがあり、災害の未然防止のため、河川に隣接する一定の区域を河川保全区域に指定し、河川管理上の支障のある行為を制限しているのである。
河川保全区域の範囲は、それぞれの河川で異なる。河川法第五十四条3では、樹林帯区域を除いた河川区域の境界から50メートルをこえてしてはならないとしている。ただし、地形、地質等の状況により必要やむを得ないと認められる場合においては、50メートルをこえて指定することができるとしている。
家屋住宅等の建設を予定している土地が河川沿いや近傍にある場合、河川区域の境界や範囲の確認と、河川改修計画があるかどうかなどの確認が必要となるが、その土地が河川保全区域に指定されている可能性もあり、河川保全区域であるときは、河川法第五十五条の許可手続が必要となる。
ただし、河川保全区域における行為で許可を要しないものに耕うんと、河川管理施設（堤防等）から距離が5メートルを超える土地における行為で、次のものは許可を必要としないとしている。
1. 堤内の土地における地表から高さ3m以内の盛土 （堤防に沿う長さが20m以上　のものを除く）
2. 堤内の土地における地表から深さ1m以内の土地の掘削又は切土
3. 堤内の工作物の新築または改築。ただし該当する工作物は木造、プレハブ構造、軽量鉄骨、ブロック造等の堅固でないものとし、コンクリート造、石造等の堅固なもの及び貯水池や水路といった、水が浸透する恐れがあるものは許可を有する。